# Periplaneta fuliginosa
A barata-marrom-fuligem (nome científico: Periplaneta fuliginosa) é uma espécie de barata pertencente à família Blattidae.
Embora seja parente próxima da barata-americana (Periplaneta americana), a barata-marrom-fuligem é facilmente distinguível por sua coloração marrom-escura. Além do que, ao contrário da barata-americana, que geralmente possuí um tórax de cor clara, a espécie apresenta um tom amarronzado e brilhante na mesma região.
A espécie tem uma dieta detrítivora e por isso sua alimentação é bastante diversificada, incluindo restos podres. Como a maioria das baratas, tem um papel fundamental na manutenção da matéria orgânica morta na natureza. Costuma perder umidade corporal com facilidade e precisa se hidratar a cada dois ou três dias. 
Geralmente é encontrada em locais fechados em busca de alimentos ou até mesmo para a fixar sua moradia. Entretanto, em climas quentes ela pode ser encontrada em locais abertos.

## Imagens

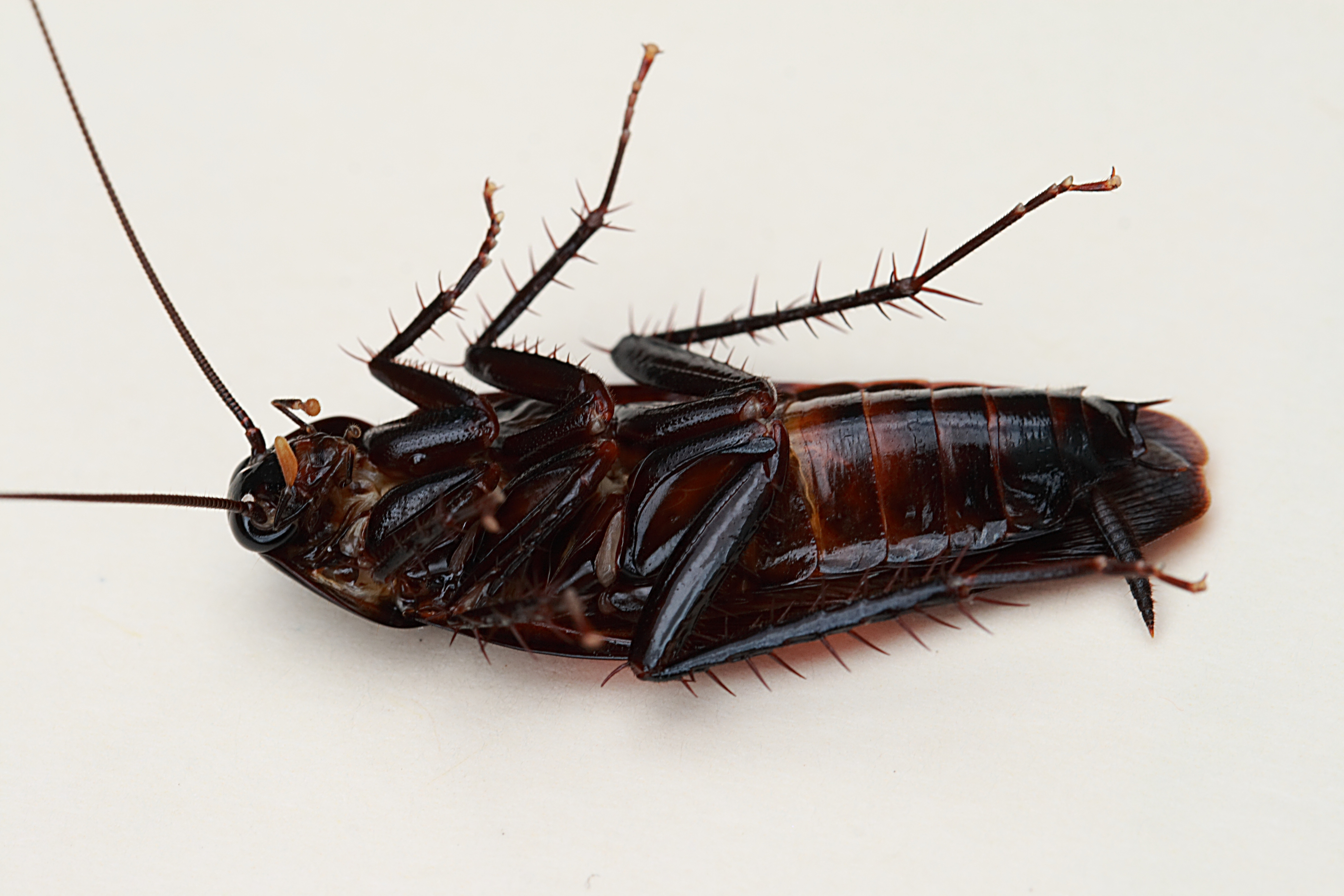
Região inferior da P. fuliginosa.
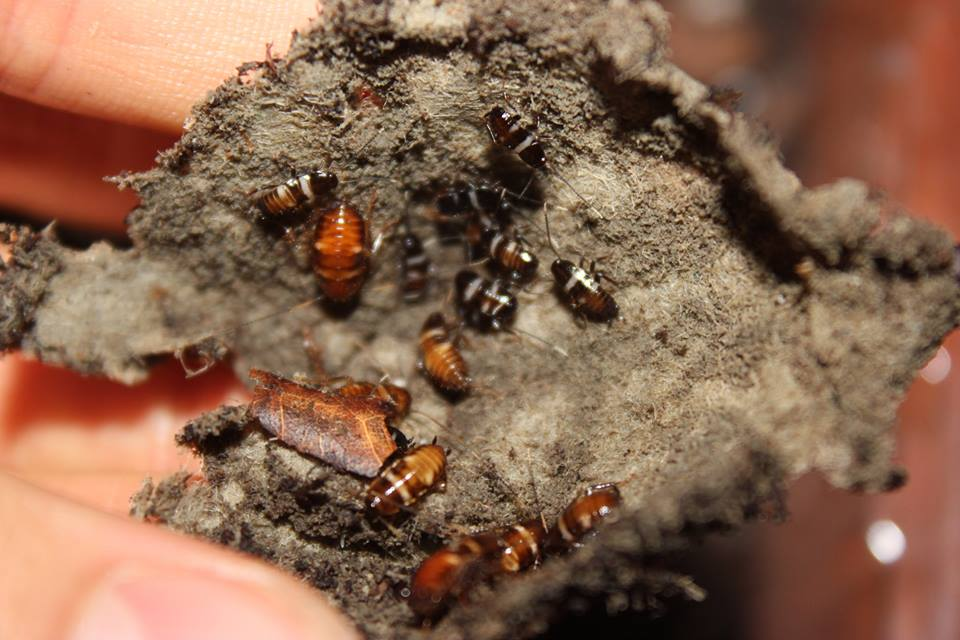
Um jovem ninho de ninfas.

1. ↑  Grimaldi D., Engel M.S. (2005.) Evolution of the Insects, Cambridge University Press, New York City, NY, USA.